# 錦ケ丘ヒルサイドモール

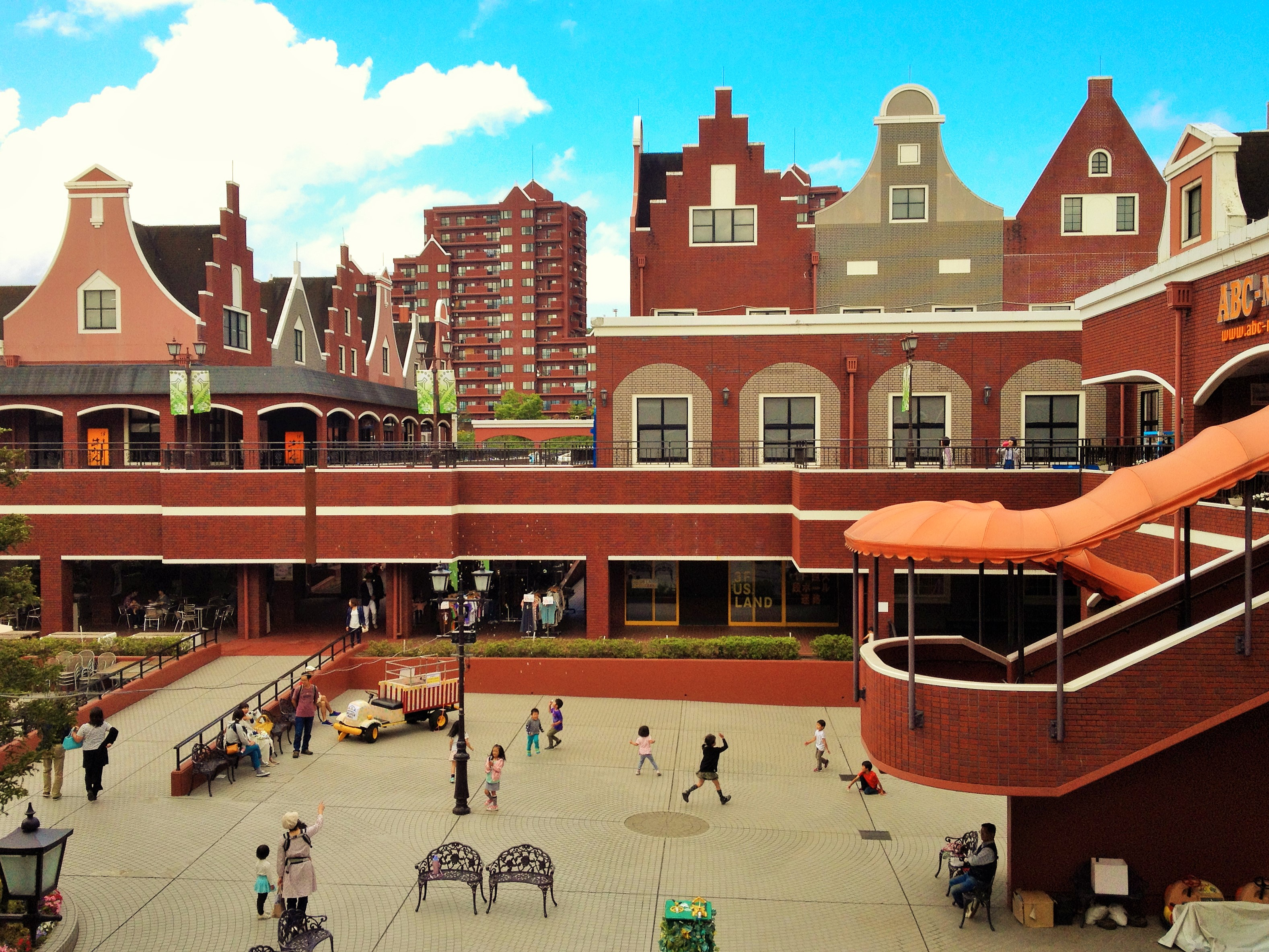
中庭で遊ぶ子どもたち

錦ケ丘ヒルサイドモール（にしきがおかヒルサイドモール、英: NISHIKIGAOKA HILLSIDE MALL）とは、宮城県仙台市青葉区錦ケ丘にある複合商業施設。デベロッパーは、錦エステート株式会社である。
仙台市都心部から、国道48号・仙台西道路および宮城県道132号秋保温泉愛子線を通って約10キロメートル西の蕃山の丘陵上にあり、仙台駅から秋保温泉に至るルート上に面している。近くにアディダススポーツパーク仙台や仙台市天文台がある。

## 沿革
仙台市の政令指定都市移行とバブル景気期が重なった1989年（平成元年）に分譲を開始した錦ケ丘ニュータウンにおいて、1994年（平成6年）に「錦ケ丘センタープラザ」が開業し、「錦ケ丘ショッピングセンター」が入居。
2000年（平成12年）の県道秋保温泉愛子線の改良開通により仙台駅と秋保温泉とをつなぐ観光ルート上となった当店は、2002年（平成14年）に「錦ケ丘ショッピングセンター」から「仙台ヒルサイドアウトレット」に改称し、東北地方初のアウトレットモールとなった。開業した頃の週末には、当店への買物客の車列のため、国道48号・愛子バイパスが東北自動車道・仙台宮城ICから当店までの区間で渋滞した。
しかし、大手アウトレットモールのような有名ブランドの誘致が進まなかったためF1層（20-34歳の女性）の支持を失い、大店立地法以降に仙台都市圏に次々出来た郊外大型ショッピングモール（イオンモール名取など）と比べて店子の数や品揃えの面で見劣りし、仙台市都心部と東北地方各地を繋ぐ高速バスの発達により中心部商店街にも客足が取られ、いざなみ景気が仙台に波及してからは客足の減少に歯止めがかからなくなった。そこで中庭にあるミニステージにおいて、「定禅寺ストリートジャズフェスティバル」や「仙台ウクレレフェスティバル」（2006年（平成18年）〜）などの音楽イベント、あるいは、SPLASH（仙台SOS所属のローカルアイドル）やステップワン所属メンバーによるステージイベントやキッズファッションショーなどをしばしば開催するなど、積極的に芸能を導入した。
2008年（平成20年）8月期をピークに売上高が減少。同年10月には「ヒルサイドショップス&アウトレット」に改称し、アウトレットに限らず一般的なディスカウントショップやアミューズメント系店舗なども入るなど、アウトレットモールと郊外ショッピングモールの中間的な商業施設へと変化させた。また、店舗構成を錦ケ丘の外から来る観光客向けから、概ねキッズ（室内遊具施設のKid's US.LANDなど）およびファミリー層向けに変化させて来客ターゲットを選択・集中させた。この時期、錦ケ丘の人口が「仙台ヒルサイドアウトレット」開業頃の1,000人台から4,000人台にまで増加し、仙台市天文台が近隣に移転・開台するなど、当店来訪者は子連れファミリー層が多くなる傾向となっていた。また、仙台・宮城デスティネーションキャンペーン（2008年（平成20年）10月1日 - 12月31日）に合わせて、仙台市内郊外部に三井アウトレットパーク 仙台港および仙台泉プレミアム・アウトレットが相次いで開業し、アウトレットモール同士の競争激化も影響した。
2010年（平成22年）からは「地域密着型」の商業施設へと業態転換した。現在は、約7,000人の錦ケ丘の人口を背景に、ペット関連や学習塾、英会話教室、小規模保育施設などが入っており、近隣商業施設の傾向を強めている。

## 年表
- 1994年（平成6年） - 「錦ケ丘ショッピングセンター」（にしきがおかショッピングセンター）として開業[4]。
- 2002年（平成14年）8月9日 - 錦ケ丘ショッピングセンターを「仙台ヒルサイドアウトレット」（せんだいヒルサイドアウトレット、英: HILLSIDE OUTLETS SENDAI）に改称[2]。PC用ウェブサイトのURLがhillside-outlet.com、モバイルページがbemss.jp/hillsideになった。
- 2004年（平成16年）7月 - ヒルサイドモールマネージメント（株）設立[5]。
- 2006年（平成18年）4月1日 - 足湯「縄文ロマンの湯」（源泉名：錦ケ丘ニュータウン2号泉）開設。
- 2008年（平成20年）
  - 8月期 - 売上高がピークとなる[3]。
  - 10月10日 - 仙台ヒルサイドアウトレットを「ヒルサイドショップス&アウトレット」（ヒルサイドショップス アンド アウトレット、英: HILLSIDE SHOPS & OUTLETS）に改称。
- 2010年（平成22年）3月14日 - 「地域密着型」への業態転換第1弾として、当店1階に「地物産直 錦や」が開店[3]。これにより当店は農林水産省より「地産地消・直売機能強化等事業[6]」の採択を受けた[5]。
- 2014年（平成26年）
  - 4月 - ドッグラン開設[7]。
  - 5月1日 - 小規模保育施設開設[8]。
- 2015年（平成26年）
  - 3月 - 動物病院開院[7]。
  - 6月1日 - ヒルサイドショップス&アウトレットを「錦ケ丘ヒルサイドモール」に改称。仙台ヒルサイドアウトレット時代から使っていたPC用ウェブサイトがhillside-mall.comに変更、モバイルページおよびメールマガジンはサービスを終了してfacebookおよびLINEに移行した[9]。
  - 7月18日 - 「アクアテラス錦ヶ丘」がオープン。

## 主な店舗
2024年（令和６年）10月現在。

### 2F
- 伊達の牛タン本舗仙台宮城インター店
- 感性の森
- アクアテラス錦ケ丘
- おもちゃの王様
- キッズランドUS
- 杜屋文化堂商店
- イスタンブールバザール
- ソーイングハウス大場

### 1F
- 韓国ごはん ばんげん
- アジアンスパイシーレストラン SAMOSA
- Jacks(ドックカフェ＆トリミング)
- 西松屋
- ライブスポーツ錦ケ丘
- アジアンボヤージュ
- umehome(韓流・華流グッズ)
- イベントステージ

## アクセス

### 車（自家用車）
- 東北自動車道・仙台宮城IC

### 公共交通機関
路線バス
愛子観光バス「錦ケ丘ヒルサイドモール」バス停
- 愛子駅より約4分。
- 仙台駅より約30分。

※ かつては、愛子観光バスに委託して無料送迎シャトルバスがアエルから東日本旅客鉄道（JR東日本）仙山線・愛子駅経由で運行されていたが、現在同社が路線バスを開業したこともあり、買い物をした客に対して路線バスの無料券を配付する形に変更されている。
路線バス
タケヤ交通 仙台西部ライナー「仙台市天文台」バス停より徒歩で約10分。
- 仙台駅より約22分。
- 秋保温泉より9～29分。
- 国営みちのく杜の湖畔公園より40～50分。

※ 公式では案内されてないが、仙台市天文台から徒歩でもアクセス可能。ただし仙台市天文台の休館日は通過する。